# Utopia för realister

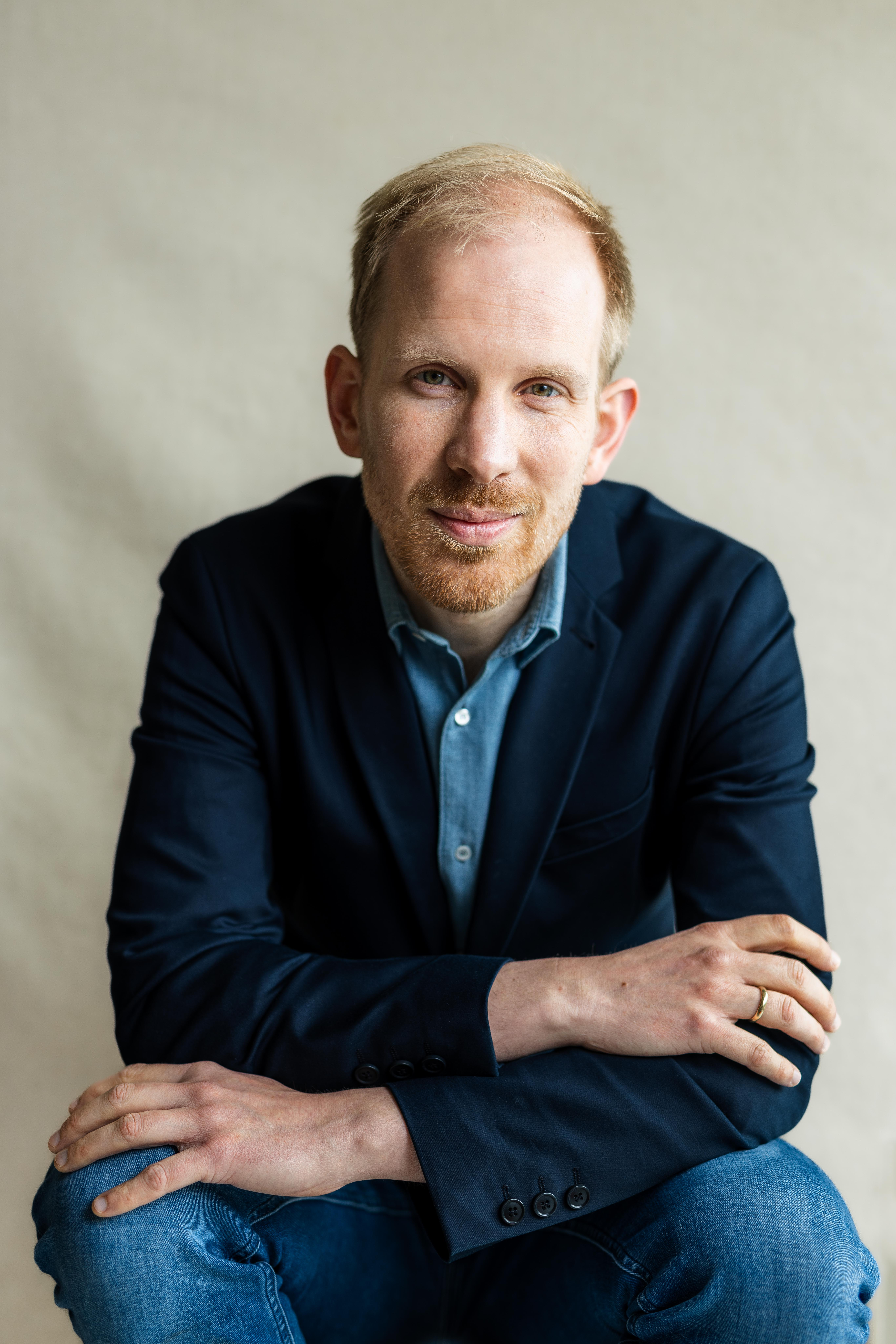
Rutger Bregman.

Utopia för realister (engelsk titel: Utopia for Realists) är en bästsäljande bok av den nederländske historikern Rutger Bregman.
Den publicerades ursprungligen som artiklar på nederländska för tidskriften De Correspondent, och har sedan dess sammanställts, publicerats och översatts till 32 språk.
I boken argumenterar Bregman för ett praktiskt tillvägagångssätt som han menar främjar ett mer produktivt och rättvist samhälle. 

## Boken i korthet
Boken inleds med några sidor som framhåller att nästan alla människor, från mänsklighetens gryning, levt hårda och fattiga liv. Först under de senaste århundradena har detta förändrats – och dessutom på ett mycket genomgripande sätt. Trots detta har det alltid funnits drömmar om något bättre; utopier har formats även under historiens mörkaste epoker.  
Bregman lyfter bland annat fram medeltida utopier som exempel, även om också denna period är relativt ny sett till mänsklighetens hela historia. Därefter presenterar han tre utopiska idéer som han menar är särskilt viktiga i vår tid: 
- En universell basinkomst som betalas till alla
- En kort arbetsvecka på femton timmar
- Öppna gränser över hela världen med fri rörlighet för medborgare mellan alla stater

## Mottagande
I sin recension för The Independent beskrev Caroline Lucas boken som en "briljant skriven och oortodox bladvändare".
Will Hutton skrev för The Observer: "Du kanske inte drömmer samma drömmar som Bregman – men han inbjuder dig att ta drömmar på allvar. Bara för det är den här boken värd att läsa."
Svenska Dagbladets kulturskribent Fredrik Sjöberg kallade boken för en "en vältalig plädering för universell basinkomst, med udden riktad mot vänsterns fixering vid 40-timmarsveckan."